# گروس دیسناک
گروس دیسناک (به آلمانی: Groß Disnack) یک شهر در آلمان است که در هرتسوگتوم لاونبورگ واقع شده‌است. گروس دیسناک ۸۵ نفر جمعیت دارد.